# Municipio de Quimixtlán
El municipio de Quimixtlán es uno de los 217 municipios que conforman el estado de Puebla, México.

## Geografía
El municipio se encuentra en la región de Ciudad Serdán dentro del estado de Puebla. Su ubicación dentro de la sierra madre oriental permite que su altura oscile entre los 900 y los 2600 metros sobre el nivel del mar, con un promedio de 1960 m s. n. m.

| Noroeste: Chilchotla         | Norte: Estado de Veracruz | Nordeste: Estado de Veracruz |
| Oeste: Chilchotla            |                           | Este: Chichiquila            |
| Suroeste: Estado de Veracruz | Sur: Chichiquila          | Sureste: Chichiquila         |